# Stroomlijn

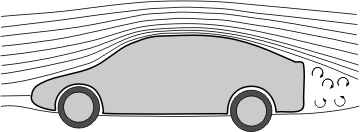
Stroomlijnen langs een auto. Achter de auto treedt turbulentie en loslating op, waardoor de stroomlijnen sterk gekromd zijn

Een stroomlijn (streamline) is een begrip uit de aerodynamica en hydraulica. Het is een veldlijn in een stromende vloeistof of gas waarbij in elk punt de raaklijn samenvalt met de snelheidsvector. Als de stroming niet constant is is er onderscheid te maken met de stroombaan (pathline) — de baan die een enkel vloeistofdeeltje aflegt — en de streakline — de lijn van deeltjes met dezelfde oorsprong. Omgekeerd worden ook stroomlijnen gedefinieerd rondom een bewegend voorwerp in een gas of vloeistof.
De kromming van een stroomlijn is afhankelijk van de drukgradiënt loodrecht op de stroomlijn.
Stroomlijnen kunnen in een stationaire stroming als volgt zichtbaar gemaakt worden:
1. Door een dun straaltje inkt of verf in een stromende vloeistof te gieten. De inkt beweegt met de vloeistof mee.
2. Door rook in een stromend gas te blazen. De rook beweegt met de vloeistof mee.
3. Door op het bewegende voertuig op diverse plaatsen draadjes te bevestigen. De draadjes gaan in de richting van de lokale snelheid staan.

Als een van deze technieken wordt gebruikt in een niet-stationaire stroming, wordt het pad van de individuele stromende deeltjes zichtbaar gemaakt. De genoemde draadjes staan dan niet stil, maar bewegen. 

## Eigenschappen
- Stroomlijnen kunnen geen knik hebben, en kunnen elkaar ook niet snijden, omdat dit zou veroorzaken dat er in 1 punt tegelijk twee verschillende stroomsnelheden aanwezig zouden zijn. Dit is niet mogelijk.
- In een gebied waar de stroomlijnen dichter bij elkaar komen treedt een versnelling op. Dit geldt alleen in het subsone gebied.
- In een gebied waar de stroomlijnen divergeren treedt in het subsone gebied een vertraging op. In supersone stroming is dit omgekeerd.
- Als de stroomlijnen een kromming vertonen neemt de druk in centrifugale richting toe.
- Als de stroomlijnen rechtlijnig zijn en evenwijdig aan elkaar lopen is de druk loodrecht op de stroomlijnen constant.

## Berekening
Uitgaande van het volgende 3-dimensionale snelheidsveld, waarin de snelheidsvector u een functie van plaats (x) en tijd (t) is:
{\displaystyle {\underline {u}}({\underline {x}},t)={\begin{pmatrix}u\\v\\w\end{pmatrix}}}
met de plaatsvector x:
{\displaystyle {\underline {x}}={\begin{pmatrix}x\\y\\z\end{pmatrix}}}
zijn de stroomlijnen die krommen die in elk punt tangentiaal op de momentane snelheidsvector staan. Dan geldt dat het uitwendig product tussen u en dx gelijk is aan nul:
{\displaystyle \mathrm {d} {\underline {x}}\times {\underline {u}}\equiv 0}
In parametrische notatie:
{\displaystyle {\mathrm {d} x \over u}={\mathrm {d} y \over v}={\mathrm {d} z \over w}}

## Ontwerp
Bij het ontwerp van snelle voertuigen zoals vliegtuigen, auto's en treinen wordt rekening gehouden met de stroomlijnen. De vorm wordt zodanig gemaakt dat er zo min mogelijk luchtweerstand optreedt. 
Bij treinen wordt het aldus ontworpen materieel stroomlijnmaterieel genoemd. De treinen in de Verenigde Staten met deze vorm heten streamliners.